# Veliki kamniti most
Veliki kamniti most (rusko: Большой Каменный мост, Bolšoj kameni most) je jeklen ločni most, ki sega preko reke Moskve na zahodnem koncu Moskovskega kremlja. Njegov predhodnik je bil prvi stalni kamniti most v Moskvi, Rusija.  Obstoječi most je dokončal leta 1938 inženir Nikolaj Kalmikov.

## Veliki kamniti most (1692)
Živi most čolnov je povezal Kremelj z Zamoskvorečjem na bližnjem mestu že v 15. stoletju. Leta 1643 je car Mihael Feodorovič angažiral Anie in Jogann Cristler, arhitekta iz Strasbourga, da bi zasnoval kamniti most. Anie Cristler in car Mihael sta umrla leta 1645, gradnja se je ustavila.
Viri o dokončanju prvega Kamnitega mostu so si nasprotujoči.
- Najbolj sprejeta različica gradnjo pripisuje patriarhu Filaretu, ki je delo prevzel leta 1682; leto dokončanja je 1687 ali 1692.
- Druga različica povezuje dokončanje leta 1687 z Vasilijem Golicinom, ki je znan po sponzorstvu arhitekture.

Arhivske študije Ivana Kondratijeva  kažejo, da je imel prvotni osnutek 5 razponov po 40 aršinov (1 aršin = 71,12 cm). Kasneje so ga številna popravila (1707, 1731, 1771, 1788–1792, 1809–1812) spremenila v sedem razponov nad osmimi kamnitimi stebri.
Ocenjujejo, da je največja širina reke znašala 105 metrov (50 saženj; 1 saženj = 2,1336 m)), celotna dolžina mostu pa 70 saženj, široka 11 saženj. Njegov južni konec se je zaključil s stolpom z barbakanom, ki se običajno imenuje Šest vrat (dve za promet, štiri na straneh). Verjame se, da je ta okrašen stolp prvi kamniti slavolok v Moskvi.
Na mostu so bile prvotno lesene trgovine, mlini, gostilne in pobiralci mostnine. Vsi ti dodatki so bili leta 1785 uničeni z ukazom guvernerja. Še vedno pa je ostal zaseden javni trg in prostor za verske slovesnosti. Policija je poročala o pogostih nezakonitih uličnih dirkah trojk, ki so zbrale na tisoče mimoidočih; sledilo je več dirk, ko je bil dokončan nov in širši most.

## Veliki kamniti most (1859)
Drugi kamniti most je leta 1859 postavil polkovnik Tannenberg na istem mestu, v liniji z današnjo ulico Lenivka. Novi most je imel tri jeklene oboke (36 + 40 + 36 metrov) na kamnitih stebrih, podobno še vedno obstoječemu mostu Novospaski in Borodinskemu mostu. Glavna pomanjkljivost v primerjavi s temi poznejšimi mostovi je bila, da Kamniti most ni pustil prostega prostora za promet na nasipih. Rečni promet je moral prečkati mostni promet na isti ravni. Ta napaka v načrtovanju je postala težava še pred avtomobili, zato je bil most v 1930-ih podrt, most Novospaski pa še vedno stoji.

## Veliki kamniti most (1938)
Prvi natečaj za Tretji kamniti most je bil leta 1921; noben od predlaganih ni bil izbran. Drugi natečaj sta skupaj dobila inženir Nikolaj Kalmikov in ekipa arhitektov Šuko-Gelfreih-Minkus.
Kalmikova zasnova je bila dokončana v letih 1935-1938, na mestu, ki je dva bloka bližje Kremlju kot prejšnji mostovi. Enojni obokani razpon meri 105 metrov in ima višino 8,4 metra. Skupaj 6 vzporednih, škatlastih jeklenih lokov podpira 40 metrov široko vozišče. Loki počivajo na potopljenih kesonskih temeljih. Promet na nasipu premoščata dva 42,5 metra dolga stranska oboka. Skupna dolžina, vključno s pristopnimi klančinami, je 487 metrov. Obstaja 8 voznih pasov za redni promet in ločilni pas.